# مورتون اسکس
مورتون اسکس (به انگلیسی: Moreton) یک روستا، شهرک و محله مدنی در بریتانیا است که در Epping Forest واقع شده‌است. مورتون اسکس ۳۶۶ نفر جمعیت دارد.